# Plac Tadeusza Kościuszki w Szczecinie

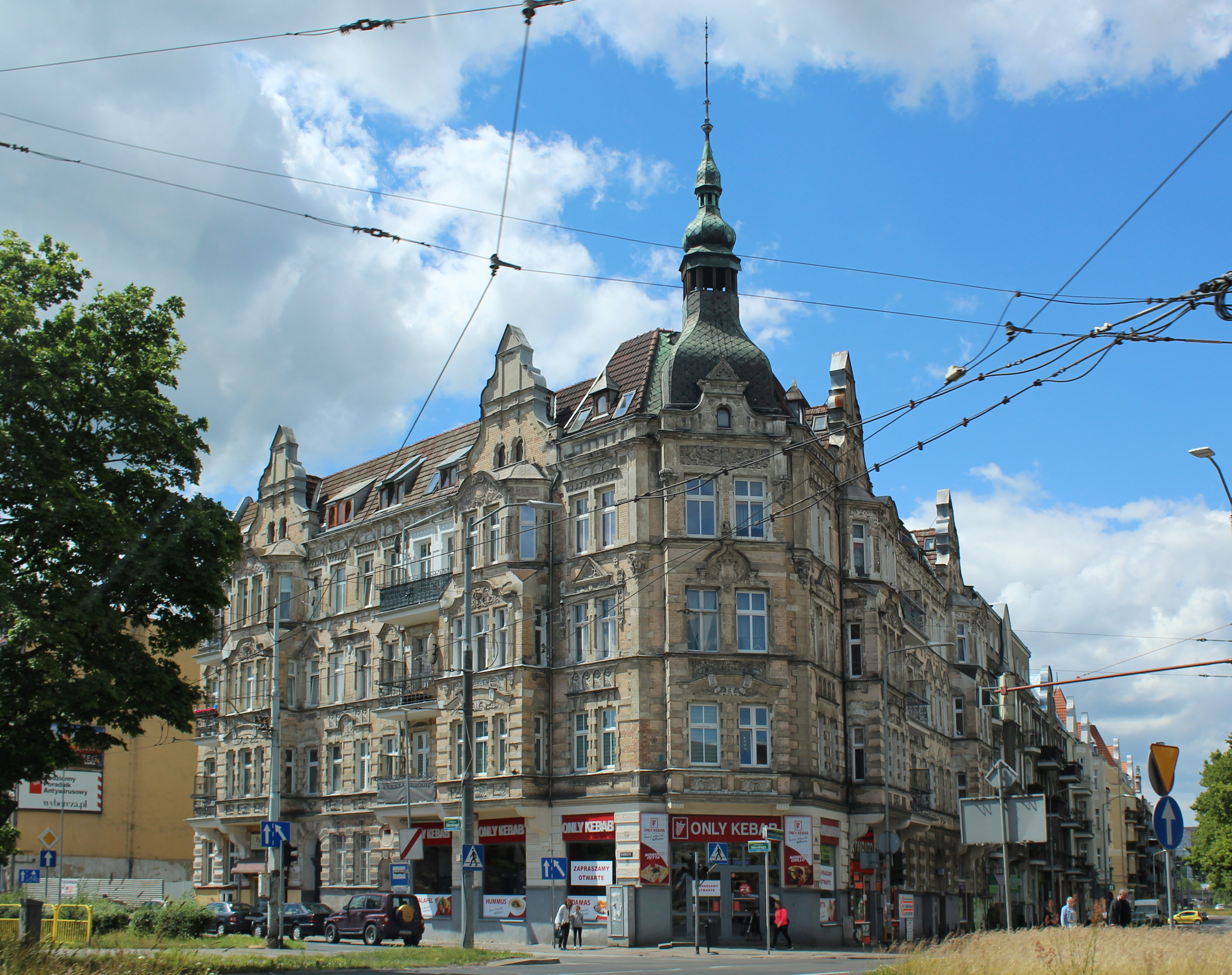
Jedna z kamienic przy placu

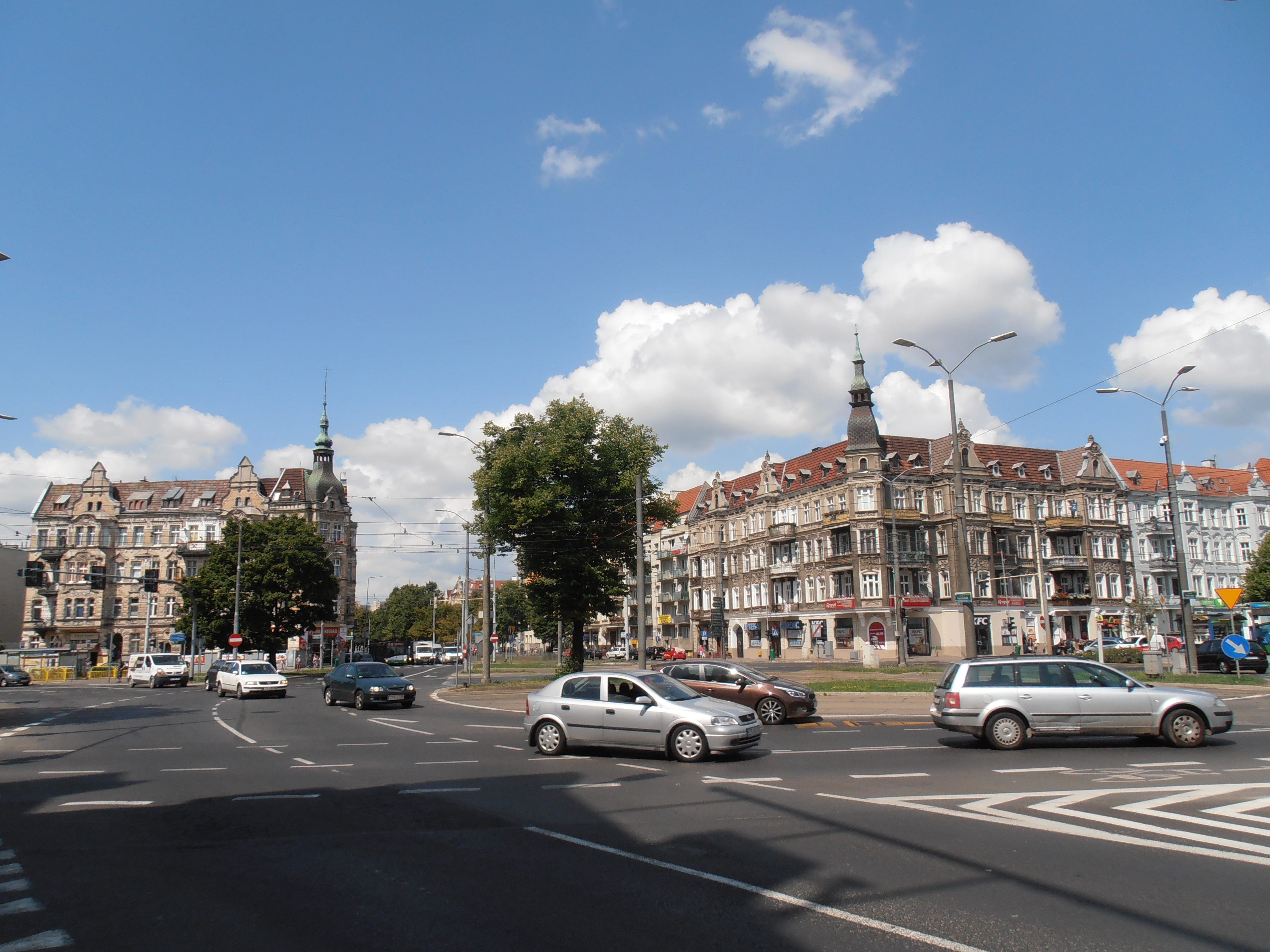
Widok na północne narożniki placu

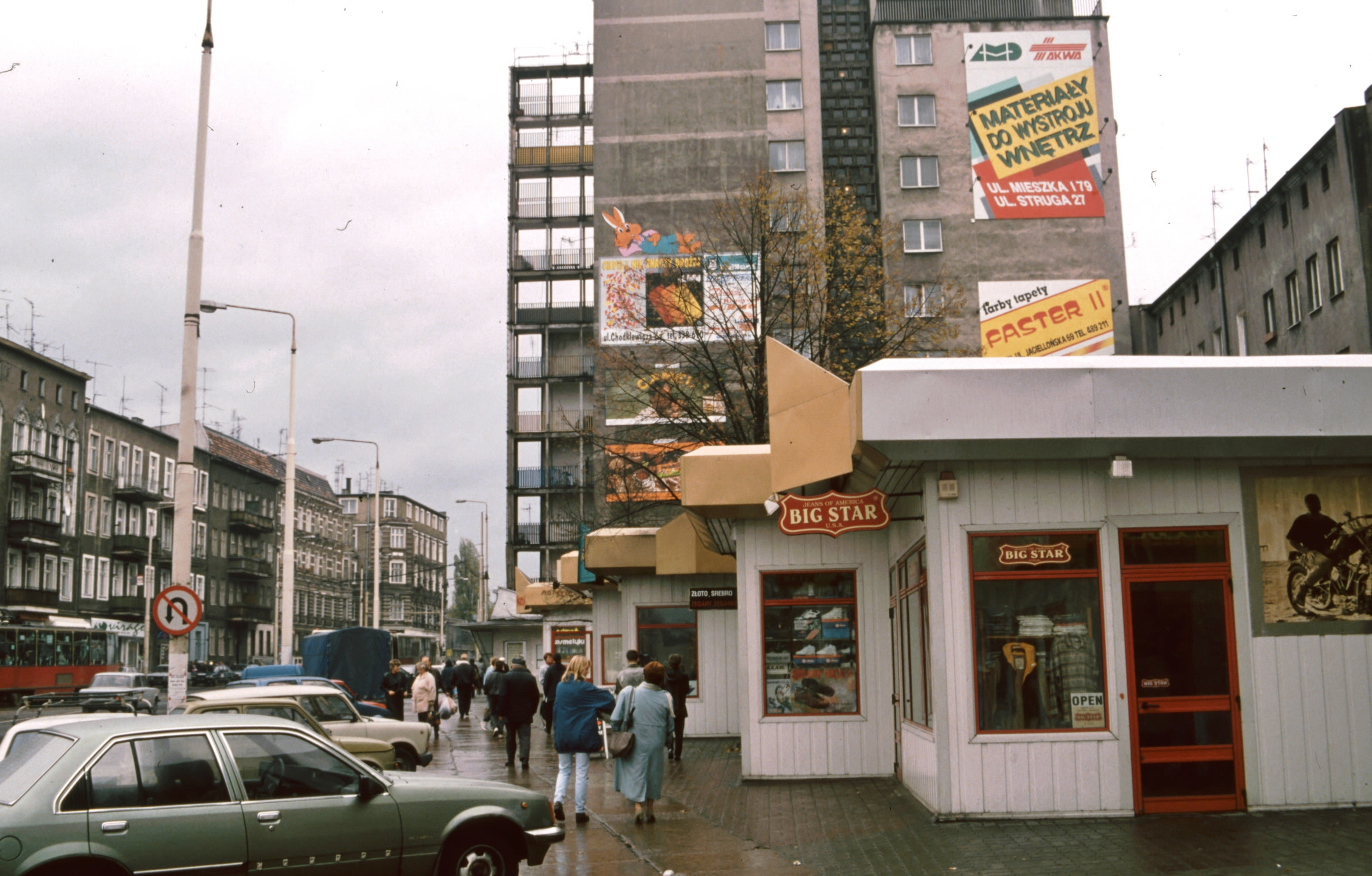
Południowa strona placu w 1990 r.

Plac Tadeusza Kościuszki (do 1945: Schinkelplatz) – plac w formie ronda w Szczecinie, położony na obszarze osiedla Śródmieście-Zachód w dzielnicy Śródmieście. Przedwojenna nazwa upamiętniała Karla Friedricha Schinkla – niemieckiego architekta, malarza, scenografa, rysownika i rzeźbiarza. Obecną nadano na cześć Tadeusza Kościuszki.

## Historia
Plac powstał na skutek zmian wprowadzonych w latach 1877–1878 do projektu przebiegu alei Piastów oraz ulicy Krzywoustego. Umiejscowiony został na skrzyżowaniu alei Piastów, ulicy Krzywoustego oraz ulicy Sikorskiego. Część działek przyległych do placu zabudowano wielokondygnacyjnymi eklektycznymi kamienicami, zwieńczonymi ozdobnymi szczytami i kopułami; parcelę między aleją Piastów a ulicą Sikorskiego przeznaczono natomiast na skwer miejski (obecnie plac Janiny Szczerskiej). W czasie II wojny światowej południowe narożniki placu zostały zburzone. Zastąpiono je parterową zabudową handlowo-usługową. W 1972 r. przeprowadzono przebudowę placu, w trakcie której zmieniono organizację ruchu poprzez zbudowanie wysepki centralnej i montaż sygnalizacji świetlnej.

### Kalendarium zmian nazwy placu
| Lata obowiązywania | Nazwa                    |
| ------------------ | ------------------------ |
| do 1945            | Schinkelplatz            |
| od 1945            | plac Tadeusza Kościuszki |

## Komunikacja miejska
- Tramwaje

 1 od ulicy Potulickiej do pętli Głębokie
 4 od pętli Krzekowo do pętli Pomorzany
 5 od pętli Krzekowo do pętli Stocznia Szczecińska
 7 od ulicy Potulickiej do pętli Głębokie
 8 od pętli Krzekowo do ulicy Turkusowej
 9 od ulicy Potulickiej do pętli Głębokie
 10 od pętli Gumieńce do pętli Las Arkoński
 11 od pętli Ludowa do pętli Pomorzany
 12 od pętli Pomorzany do Dworca Niebuszewo